# Портативный компьютер

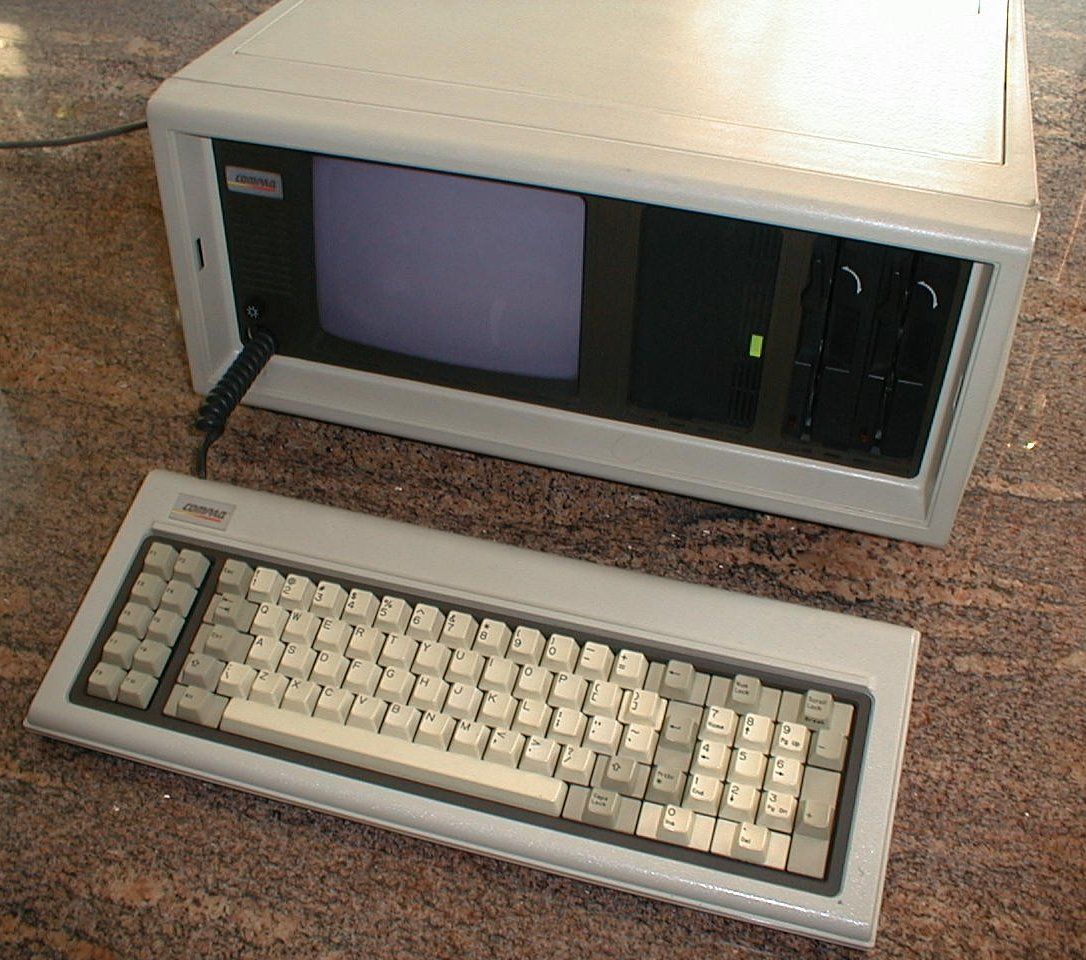
Портативный компьютер Compaq Portable

Портативный компьютер (англ. Portable computer) — название компьютеров, которые могут быть перемещены из одного места в другое в собранном виде, с дисплеем и клавиатурой. 
Первые «переносные» устройства были тяжелыми и дорогими, но обладали функциональностью настольных ПК. Хотя их расцвет был недолгим, они помогли популяризировать «вычислительную технику на ходу». 

## Первые портативные компьютеры

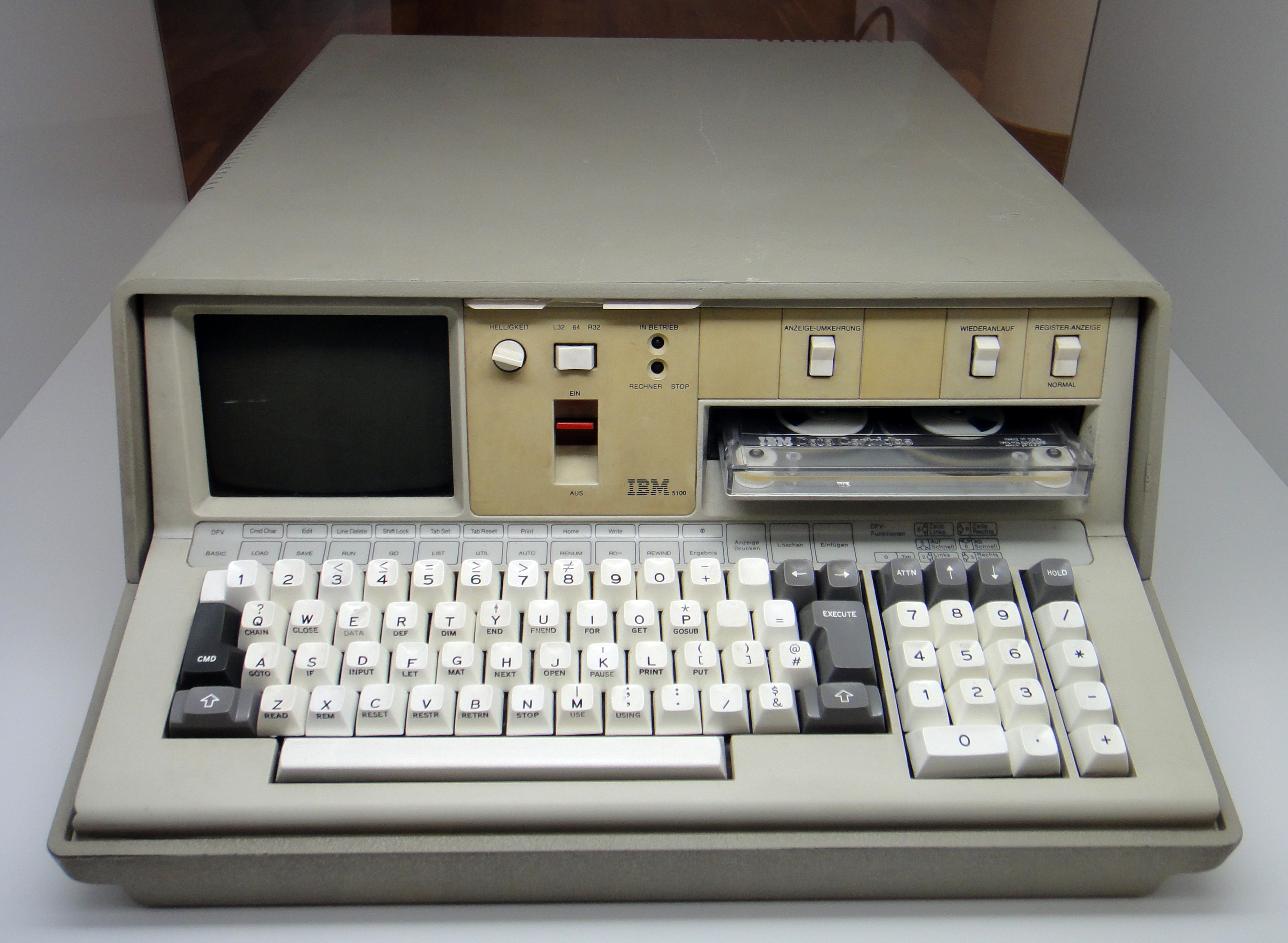
IBM 5100 (1975)

В 1968 году американский ученый в области информатики Алан Кей разработал концепцию портативного компьютера под названием Dynabook, который задумывался как легкое (около двух фунтов) и удобное для использования детьми устройство.

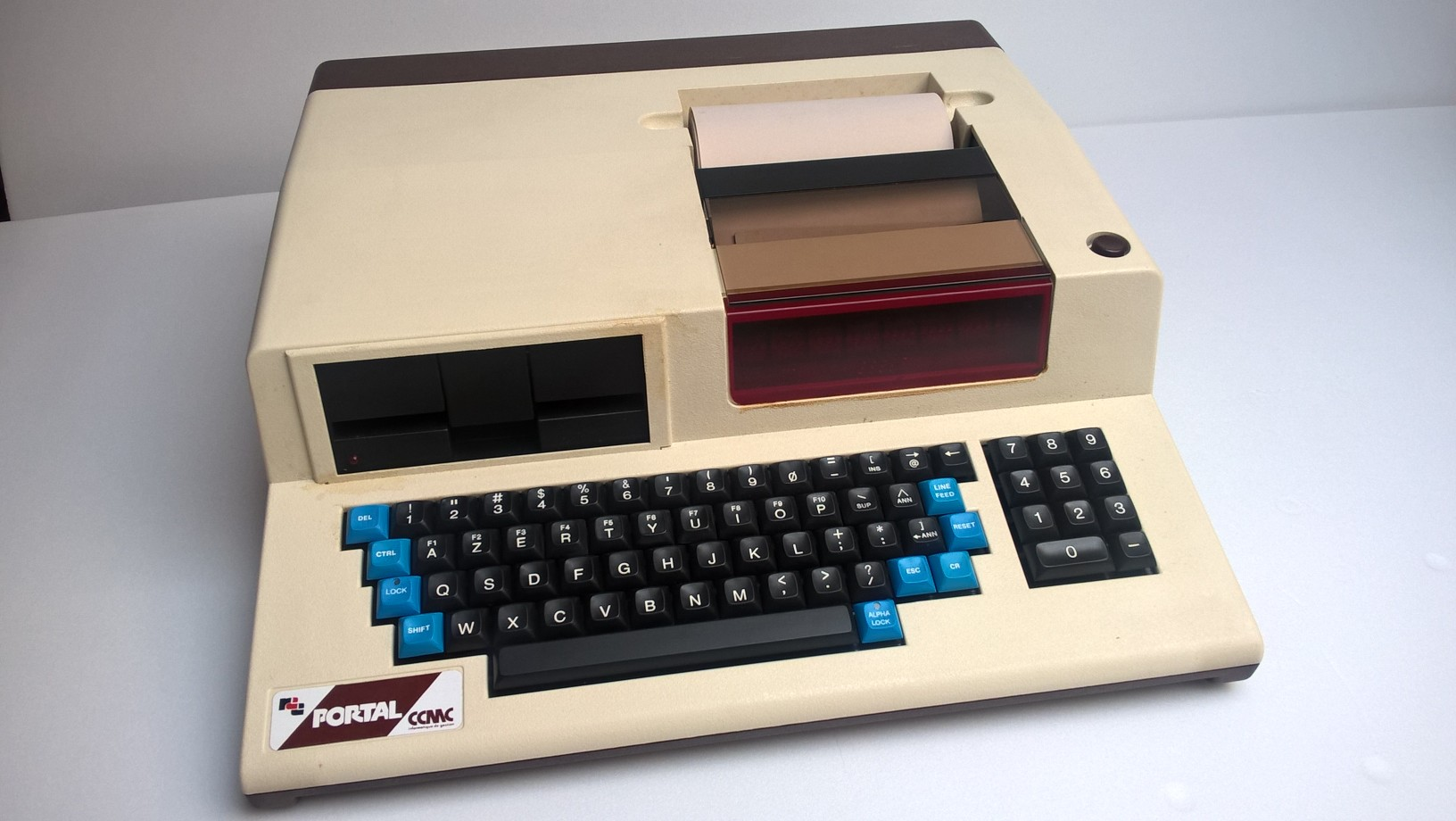
Портативный компьютер R2E CCMC в сентябре 1980 года на выставке SICOB в Париже

Одним из первых шагов в направлении передачи вычислительной техники в руки отдельных пользователей стал проект IBM SCAMP (Special Computer APL Machine Portable) в 1973 году. Разработка, длившаяся шесть месяцев, проводилась подразделением General Systems Division (GSD) компании и завершилась созданием прототипа устройства под названием SCAMP. Журнал PC Magazine в 1983 году назвал его "революционной концепцией" и "первым в мире персональным компьютером". Для создания прототипа за короткое время разработчики использовали готовые компоненты. SCAMP мог использоваться как настольный калькулятор, интерактивное устройство для программирования на APL и как средство распространения готовых приложений. Успешная демонстрация прототипа в 1973 году привела к выпуску IBM 5100 Portable Computer два года спустя. Первый выпущенный портативной компьютер IBM 5100 весил 24 кг. 
IBM 5100 Portable Computer был представлен подразделением General Systems Division (GSD) компании в сентябре 1975 года. Этот портативный компьютер предназначался для предоставления вычислительных возможностей инженерам, аналитикам, статистам и другим специалистам, решающим сложные задачи. Он предлагался в четырех вариантах с 16K, 32K, 48K или 64K основной памяти и стоил от 8975 до 19975 долларов США. Компьютер мог поставляться с одним из языков программирования — APL или BASIC, либо с обоими. Модель с оперативной памятью 16 Кб только с APL продавалась за 8 975 долларов, в то время как модель с 64 Кб с обеими операционными системами стоила 19 975 долларов. 

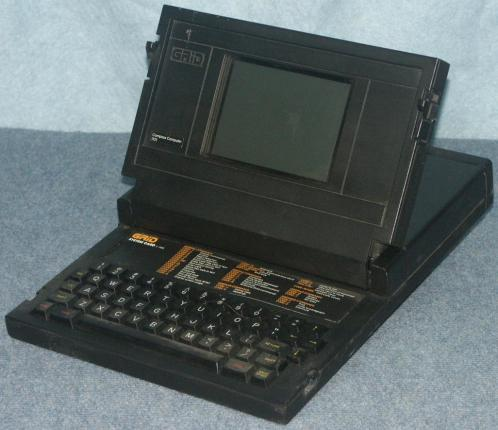
Grid Compass (1982)

Хотя размеры и вес IBM 5100 могут показаться внушительными по современным стандартам, по сравнению с компьютером IBM конца 1960-х годов с аналогичными возможностями он выглядел достаточно компактным: предыдущий компьютер занимал примерно столько же места, сколько два письменных стола, и весила около полутоны.
Первый портативный компьютер, Grid Compass, использовался в нескольких миссиях шаттлов в 1980-х годах. Прозванный SPOC (Shuttle Portable On-Board Computer), компьютер мог взаимодействовать с бортовыми устройствами и использовался для запуска спутников с космических шаттлов. Compass работал на собственной операционной системе GRiD-OS. Его специализированное программное обеспечение и высокая цена (US$8000–$10000) означали, что он был ограничен специализированными приложениями. Основным покупателем было правительство США. NASA использовало его на Space Shuttle в начале 1980-х, так как он был мощным, легким и компактным. Военные силы специального назначения также закупили машину, так как ее могли использовать десантники в бою.

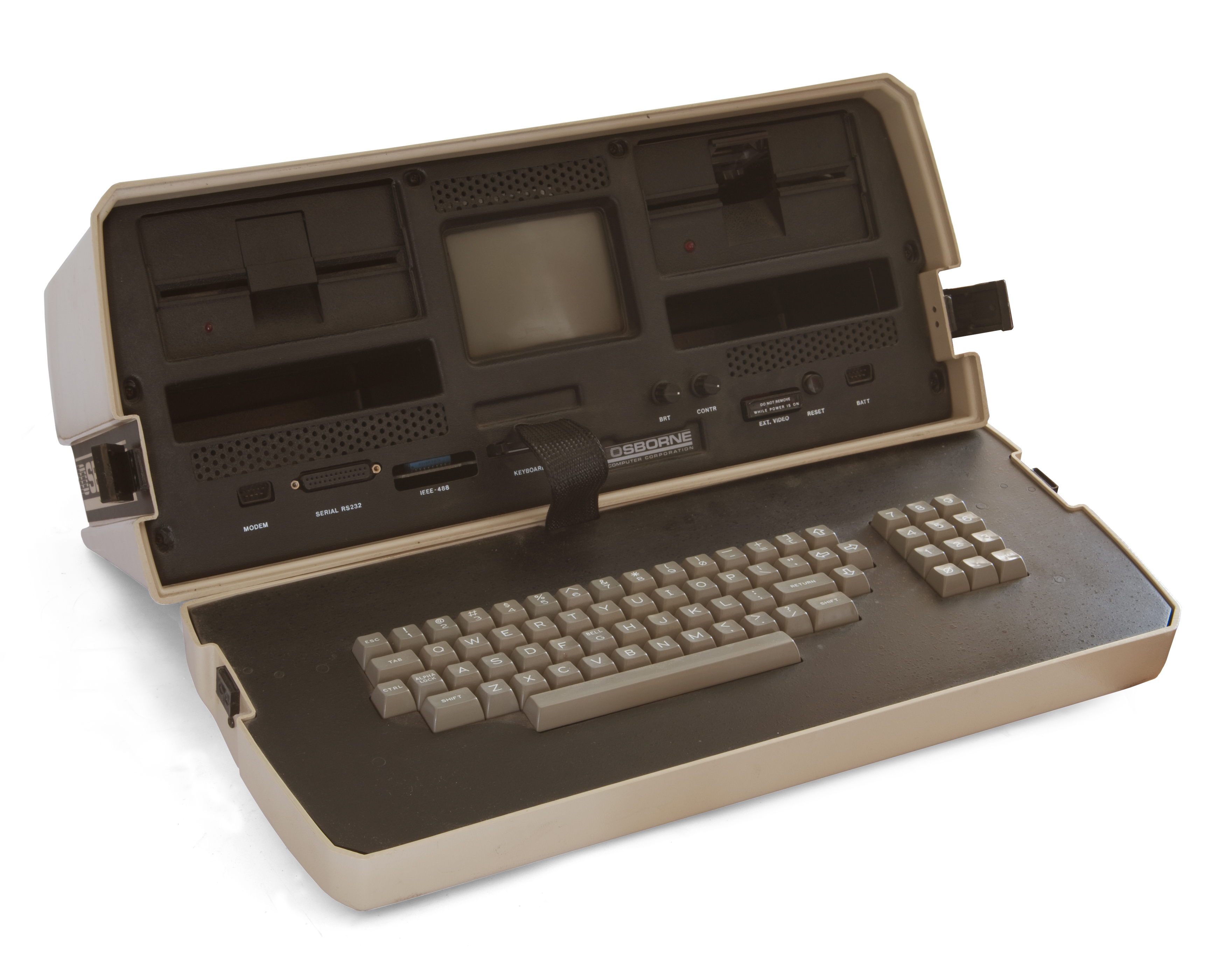
Osborne 1 (1981)

В сентябре 1980 года на выставке Sicob в Париже был представлен портативный микрокомпьютер Portal R2E CCMC, который выпустила французская компания R2E Micral.
Первым серийным портативным компьютером на базе микропроцессора, выпущенным в 1981 году, был Osborne 1, разработанный Osborne, который во многом был обязан дизайну NoteTaker. Компания добилась быстрого успеха с дизайном и вышла на биржу, но позже из-за небольших размеров экрана и других выпускаемых устройств столкнулась с трудностями при продаже Osborne. Osborne 1 по размеру и весу примерно соответствует швейной машинке и рекламировался как единственный компьютер, который поместится под сиденьем самолета.
В СССР ЦНИИ «Электроника» в конце 1980-х разработал и начал выпуск портативного компьютера (в терминах производителя — портативная микро-ЭВМ) «Электроника 1208» («ПК-100») размерами меньше книги с 16-разрядным процессором, 16 кб ОЗУ и 32 кб ПЗУ и встроенным языком программирования «Бейсик».

## Известные портативные компьютеры
- Actrix[англ.][12][13]
- Compaq Portable[англ.][14]
- IBM 5155[15]